# علم منظمة الدول الأمريكية
علم منظمة الدول الأمريكية هو أحد الرموز الرسمية لمنظمة الدول الأمريكية (OAS)؛  يتكون من شعار منظمة الدول الأمريكية متوسطا حقل أزرق فاتح.

## تاريخ
اعتمد العلم في عام 1965 وعدل عدة مرات مع انضمام أعضاء جدد إلى المنظمة. استخدام العلم لأول مرة خلال إدارة الأمين العام خوسيه أنطونيو مورا. يتكون العلم من شعار المنظمة، الذي يمثل أعلام جميع الدول الأعضاء، على خلفية زرقاء ملكية. عرض هذا الختم الذي يحمل الأعلام لأول مرة على ورق مذكرات في العشرينيات، أثناء إدارة الأمين العام ليو رو. كان لون الخلفية الذي تم اختياره هو الأزرق الحقيقي الذي لم يكن أزرق فاتح ولا أزرق غامق. في المنتصف أعلام جميع الدول الأعضاء موضوعة بشكل دائري، مع عشرة صواري في الأسفل ومؤطرة بدائرة. تم تحديث التصميم للمرة الأخيرة في عام 1991 عندما انضمت بليز وغيانا إلى المنظمة. في كل مرة تدخل دولة عضو جديدة، يتم دمج علمها في التصميم. تم إنشاء استخدام العلم وفقًا للتقاليد والعادات المعمول بها على مدار السنوات في المنظمة.

## علم الرايات
يتكون التصميم من مستطيل من خلفية زرقاء في وسطه دائرة بيضاء يحدها الذهب. يوجد داخل هذه الدائرة هيكل التنظيم الذي يتكون من مجموعة من أعلام جميع الدول الأعضاء، والتي يبلغ عددها حاليًا 35، مرفوعة على صواري ذهبية. يتم ترتيب الأعلام بترتيب أبجدي إسباني، بدءًا من أنتيغوا وبربودا في أسفل اليسار، متبوعًا في اتجاه عقارب الساعة حتى فنزويلا في أسفل اليمين.